# HD 45383
HD 45383，又名CD-34 2864，SAO 196805、HR 2329，是一颗恒星，视星等为6.25，位于銀經242.91，銀緯-20.13，其B1900.0坐标为赤經6h 21m 55.8s，赤緯-35° -20.13′ 20″。